# Zuclopentixol

Structuur van zuclopenthixol

Zuclopentixol, een derivaat van thioxantheen, is een antipsychoticum van het type klassieke antipsychotica. Het heeft een dosisafhankelijk sederend effect. Zuclopentixol is sinds 1962 internationaal op de markt. Het wordt op de Nederlandse markt verkocht onder de merknaam Cisordinol, in België onder de merknaam Clopixol. Het is een veelgebruikt antipsychoticum.
Er bestaan tabletten van 2, 10, 25 en 40 mg. Het is tevens te verkrijgen in druppels en injecties. Het wordt oraal ingenomen en dient individueel gedoseerd te worden.

## Effect

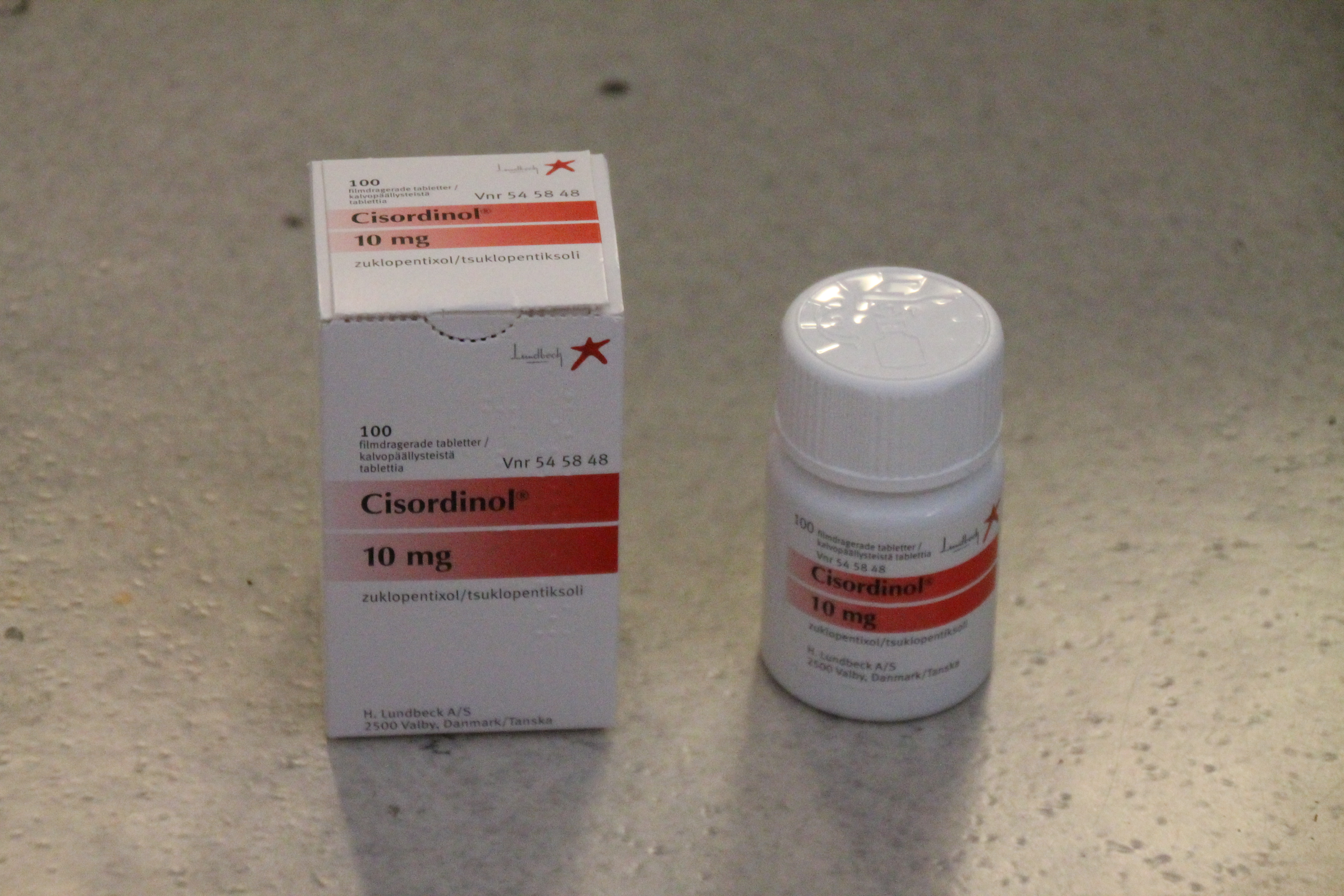
Cisordinol

Het middel is geregistreerd voor gebruik bij de behandeling van onder andere schizofrenie, angststoornissen en psychosen. Daarnaast vermindert het hevige onrust of angsten, onderdrukt het manies, depressies en wanen. Het werkt kalmerend.
Naast het kalmerende effect kan het zorgen voor een ernstige evenwichtsstoornis, wegvallen van de fijne motoriek zoals in de handen. Bij een te hoge dosis kunnen ernstige krampen tot stand komen in de kaak en zelfs eten moeizaam zijn, tevens neemt het spraakvermogen dermate onverstaanbaar af naarmate de dosis hoger wordt. Sommige patiënten ervaren dit medicijn als een lichamelijk dwangbuis waarbij het psychische vermogen hetzelfde blijft.
De werkingsduur van één dosis is 12 tot 24 uur.

## (Eventuele) bijwerkingen
- Het werkt sterk versuffend
- Dystonie
- Verlies van activiteit en initiatief
- Rusteloosheid
- Duizeligheid
- Plotselinge spiertrekkingen
- Droge ogen en mond
- Afvlakking van het gevoelsleven
- Tardieve dyskinesie
- Gewichtstoename